# (1794) Finsen
(1794) Finsen est un astéroïde de la ceinture principale.

## Description
(1794) Finsen est un astéroïde de la ceinture principale. Il fut découvert le 7 avril 1970 à Hartbeespoort par Jacobus A. Bruwer. Il présente une orbite caractérisée par un demi-grand axe de 3,13 UA, une excentricité de 0,15 et une inclinaison de 14,6° par rapport à l'écliptique.

## Compléments